# Buddy Petit
Joseph Crawford dit Buddy Petit, né vers 1890-1897 à White Castle en Louisiane et mort le 4 juillet 1931 à La Nouvelle-Orléans,, est un cornettiste et chef d'orchestre de jazz américain qui compte parmi les pionniers du jazz Nouvelle-Orléans.

## Biographie
Sa mère arrive à La Nouvelle-Orléans après la mort du père de Buddy, et elle y épouse le tromboniste Joseph Petit dont Buddy reprend le patronyme en changeant son prénom pour Buddy pour éviter toute confusion. Il commence à jouer très jeune, Son style est influencé par le jeu de Freddie Keppard et de Bunk Johnson auprès desquels il a pris des leçons de musique, et il se forge une réputation lors des défilés et sillonne les salles le long de la côte du Golfe, enchaînant plusieurs concerts certains soirs. En 1909, il se lie d'amitié avec Sidney Bechet lorsqu'ils forment The Young Olympia Band.

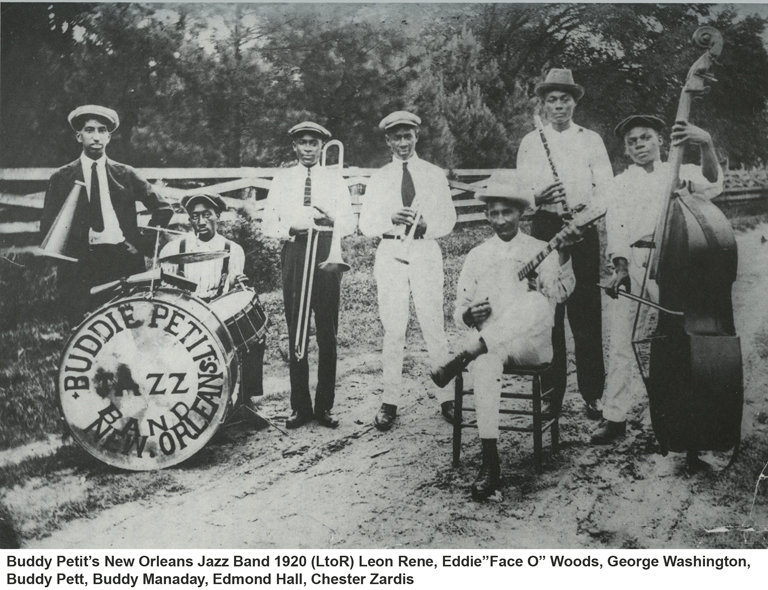
Buddy Petit's Jazz Band en 1920.

En 1912, il se marie avec Lizzie Braxton. En 1914, il rejoint The Eagle Band du tromboniste Frankie Dusen après le départ de Bunk Johnson. En 1917, il se rend à Los Angeles avec Frankie et Wade Whaley pour entrer dans l'orchestre de Jelly Roll Morton mais une dispute éclate avec ce dernier et il revient jouer à la Nouvelle Orléans, reprenant les concerts dans la ville et sur la côte, il ne quittera plus la Louisiane, demeurant à La Nouvelle-Orléans, à Baton Rouge et à Mandeville.
Il dirige divers jazz bands dont le sien, le Buddy Petit's Jazz Band, même s'il joue toujours second cornet. Buddy est un musicien habile qui joue à l'oreille, sans partition, dans le style ragtime, et capable après avoir entendu jouer un morceau à quelques reprises de construire un arrangement pour ses musiciens. Il jouit d'une grande popularité durant les années 1920 qui sont sa période la plus active, ses prestations étant très demandées. 
Il n'a pas laissé d'enregistrement. À ses funérailles en 1931, Louis Armstrong est l'un des porteurs du cercueil.